# Góra Świętej Małgorzaty (gmina)
Pour les articles homonymes, voir Góra Świętej Małgorzaty.
Góra Świętej Małgorzaty est une gmina (commune) rurale (gmina wiejska) du powiat de Łęczyca, dans la Łódź, dans le centre de la Pologne.
Son siège administratif (chef-lieu) est le village de Góra Świętej Małgorzaty, qui se situe environ 8 kilomètres à l'est de Łęczyca (siège du powiat) et 32 kilomètres au nord de la capitale régionale Łódź (capitale de la voïvodie).
La gmina couvre une superficie de 90,42 km2 pour une population de 4 578 habitants en 2006.

## Histoire
De 1975 à 1998, la gmina est attachée administrativement à la voïvodie de Płock.

Depuis 1999, elle fait partie de la voïvodie de Łódź.

## Géographie
La gmina inclut les villages et localités de :
- Ambrożew
- Bogdańczew
- Bryski
- Bryski-Kolonia
- Czarnopole
- Gaj
- Głupiejew
- Góra Świętej Małgorzaty
- Janów
- Karsznice
- Konstancin
- Kosin
- Kosiorów
- Kwiatkówek
- Łętków
- Maciejów
- Marynki
- Mętlew
- Mierczyn
- Moraków
- Nowy Gaj
- Orszewice
- Podgórzyce
- Rogulice, Sługi
- Stary Gaj
- Stawy
- Tum
- Witaszewice
- Zagaj

### Gminy voisines
La gmina de Góra Świętej Małgorzaty est voisine :
- des villes :
  - Łęczyca
  - Ozorków
- et des gminy :
  - Krzyżanów
  - Łęczyca
  - Ozorków
  - Piątek
  - Witonia

## Structure du terrain
D'après les données de 2007, la superficie de la commune de Góra Świętej Małgorzaty est de 90,42 kilomètres carrés, répartis comme telle :
- terres agricoles : 91 %
- forêts : 0 %

La commune représente 11,68 % de la superficie du powiat.

## Démographie
Données du 30 juin 2014 :
| Description        | Total  | Total | Femmes | Femmes | Hommes | Hommes |
| ------------------ | ------ | ----- | ------ | ------ | ------ | ------ |
| Unité              | Nombre | %     | Nombre | %      | Nombre | %      |
| Population         | 4 478  | 100   | 2 270  | 50,7   | 2 208  | 49,3   |
| Densité (hab./km²) | 50     | 50    | 25     | 25     | 25     | 25     |